# Nokia 2135
Il Nokia 2135 è un telefono cellulare prodotto dall'azienda finlandese Nokia.

## Caratteristiche
- Dimensioni: 104.1 x 43.1 x 17.7 mm
- Massa: 79  g
- Risoluzione display: 96 x 65 pixel a 65.536 colori
- Durata batteria in conversazione: 3 ore
- Durata batteria in standby: 264 ore (11 giorni)